# Schloss Wieck

Schloss Wieck um 1900

Schloss Wieck ist ein ehemaliges Herrenhaus im Ortsteil Wieck der Stadt Gützkow im Landkreis Vorpommern-Greifswald. Bereits vor dem Zweiten Weltkrieg als Schule genutzt, gehört es heute zum Schlossgymnasium Gützkow.

## Geschichte

Wilo v. Lepel 1929

Franz Heinrich Erich I. von Lepel ließ zwischen 1793 und 1797 in Wieck bei Gützkow an der Stelle eines Vorgängerbaus ein neues Gutshaus errichten. Von 1845 bis 1859 ließen Franz Heinrich Erich II. von Lepel (1803–1877) und seine Frau Mathilde (1804–1886), Tochter des Johann Christoph Rodbertus, das Gebäude unter maßgeblicher Beteiligung des Architekten Richard Lucae modernisieren und umbauen. Der südlich und östlich des Gutshauses gelegene Park wurde 1859 zu einem englischen Landschaftspark umgestaltet und im südlichen Teil des Parks wurde eine Grabkapelle errichtet.

Schloss Wieck mit originaler Fassade 1950

In der zweiten Hälfte des 19. Jahrhunderts hielt sich der Schriftsteller Bernhard von Lepel, der hier 1847 seine Cousine Hedwig von Lepel (1827–1893) heiratete, häufig in Wieck auf. Er korrespondierte von hier aus mit Theodor Fontane und traf sich wiederholt mit seinem angeheirateten Onkel Karl Rodbertus. Der Pastor Magnus Böttger, der für den „Verein der Freunde der Inneren Mission in Neuvorpommern und Rügen“ wirkte, leitete mehrfach kirchliche Versammlungen, die „Wiecker Pastoralkonferenzen“ im Schloss und in der Kapelle Wieck. Sie waren dem damals aufblühenden Pietismus gewidmet.

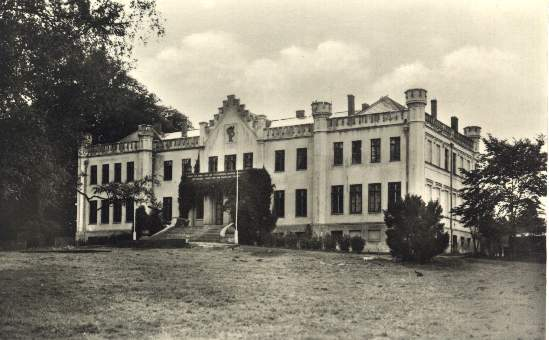
Schloss Wieck 1960 – Fassade glatt geputzt

1898 war der älteste Sohn des Bernhard von Lepel Dr. jur. Franz von Lepel, Dr. phil, Hauptmann der Reserve und Ehrenritter des Johanniterordens, Eigentümer des Herrensitzes. Um 1905 war das Rittergutes Wieck 625 ha groß und wurde durch einen Verwalter geleitet. Zwischen 1910 und 1912 erfolgte ein Umbau und Innenausbau des Herrenhauses durch die Architektin Emilie Winkelmann. Nachdem Wilo von Lepel (1896–1968) als Beauftragter für seinen erkrankten Vater Wilhelm Friedrich Karl Louis von Lepel (1856–1933) als letztem Besitzer von Gut Wieck, im Jahr 1931 Konkurs für das Gut beantragen musste, erwarb die Stadt Gützkow das Herrenhaus mit dem Park und Kapelle für 10.000 Reichsmark und den Erlass der Steuerschuld des Gutes. Es wurde eine Schule eingerichtet, für die 1932 Umbauarbeiten stattfanden. In den nächsten Jahrzehnten fanden wiederholt Umbauten statt, bei denen 1955 und 1960 der überwiegende Teil der Schmuckelemente entfernt wurde. Am Südrand des Landschaftsparks wurde 1953 ein Altenheim errichtet. 1972 endete zunächst die schulische Nutzung des Gebäudes, das nun bis 1990 Kulturhaus und Lehrlingswohnheim des Betriebsteils Gützkow des VEB Reparaturwerk Neubrandenburg war. 1980 wurde für das Haus der Denkmalstatus beantragt. 1984 wurde es in die Denkmalliste des Kreises eingetragen, seitdem wurden bis 1986 Teile denkmalpflegerisch rekonstruiert.
Die Stadt erhielt das Haus 1991 zurück und der mietende Kreis ließ hier ein Gymnasium einrichten. Dafür wurden westlich des Herrenhauses weitere Schulgebäude errichtet. Ebenso wurden der seit 1984 unter Denkmalschutz stehende Park und die Grabkapelle der Familie von Lepel saniert. Ein Teil der aus dem 19. Jahrhundert stammenden Wirtschaftsgebäude wurde nach 2000 zugunsten der Errichtung eines Discountmarktes abgerissen.

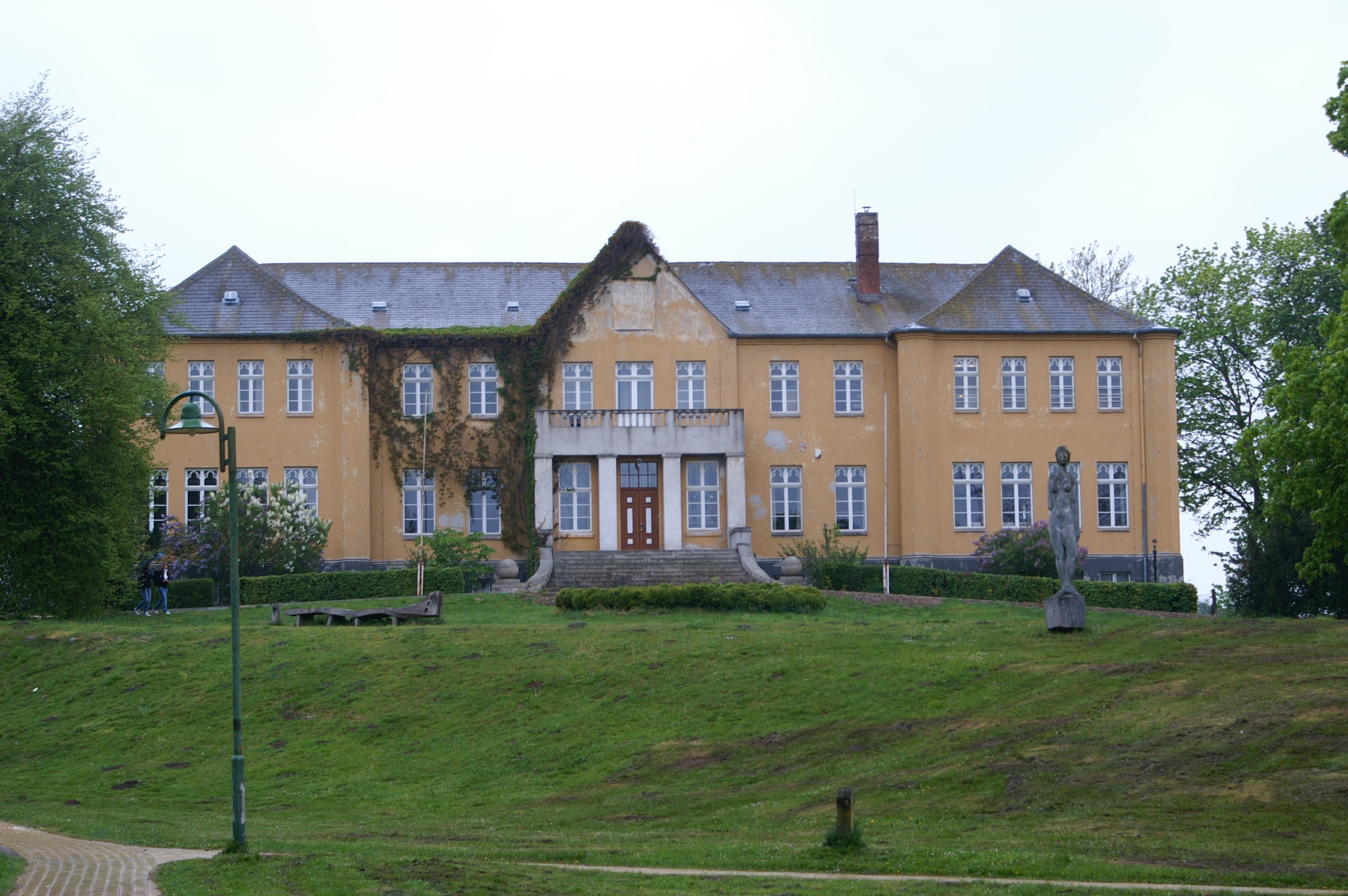
Schloss Wieck – Parkseite

## Anlage

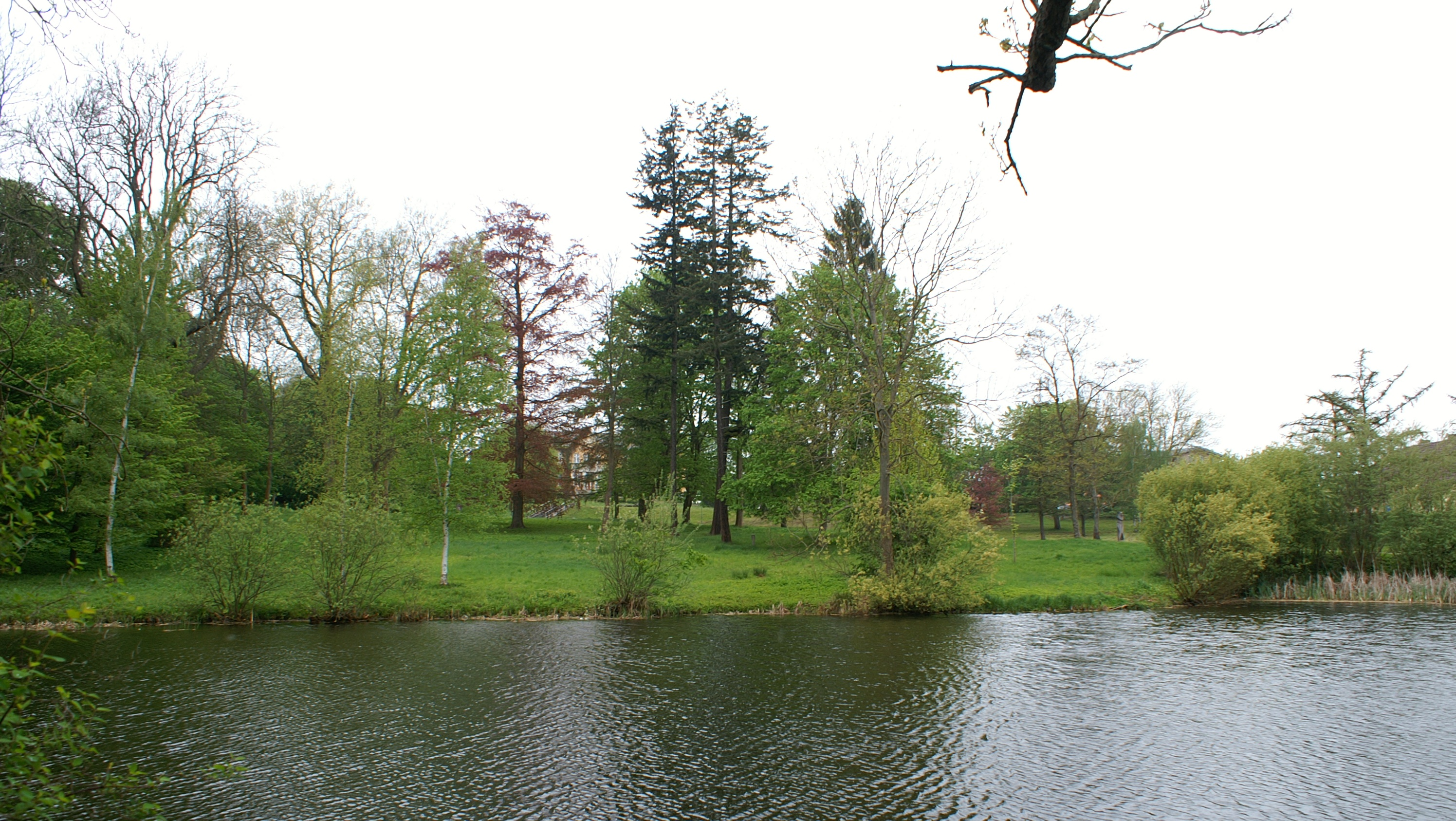
Schlosspark

Heinrich Berghaus bezeichnete das Herrenhaus um 1868 als „schlossartiges Prachtgebäude, wie man es auf den Rittersitzen des Greifswalder Kreises sehr selten trifft.“ Bei dem Herrenhaus handelt es sich um einen zweigeschossigen, sechzehnachsigen Putzbau auf einem zur Parkseite hohen Souterrain. Nord- und Südgiebel sind als Querbauten mit Walmdach ausgeführt und stammen wahrscheinlich aus der Mitte des 19. Jahrhunderts. Die früher vorhandenen Zinnenkränze, Türmchen, Fensterumrandungen und sonstigen Verzierungen wurden weitestgehend 1955 und 1960 entfernt. In der Mitte der Parkseite befindet sich ein dreiachsiger Mittelrisalit mit einem Dreiecksgiebel. Davor sind ein von Säulen getragener altanartiger Vorbau und eine Freitreppe erhalten, die Emilie Winkelmann zugeschrieben werden. Der Vorbau einschließlich Balkon wurde später wesentlich verändert.
Schloss Wieck steht auf dem westlichen Talrand des Swinowbaches. Auf dem nach Osten zum Wasserlauf abschüssigen Gelände befindet sich der im englischen Stil angelegte Landschaftspark mit ehemals zwei Teichen, von denen einer zugeschüttet wurde. Nahe der Straße befindet sich die 1989 restaurierte Franzens-Quelle. Vom Teepavillon blieb nur die Fundamentplatte neben dem Inspektorhaus. Die Feldsteingrotte im Schlossgraben wurde in den 1950er Jahren zugeschüttet. Im Park wurden seit den 1990er Jahren verschiedene Skulpturen aufgestellt.
Von den zwischen 1825 und 1860 westlich des Herrenhauses errichteten Gebäuden blieben nur der Speicher, das Wohnhaus der Viehpfleger, der große Doppelstall und die Ruine des Stalls hinter dem Speicher (1989 ausgebrannt) erhalten. Von den nördlich von 1880 bis 1900 errichteten Gebäuden wurden die große Stallscheune und die sogenannte Drei-Teufels-Scheune 2006 abgerissen. Nur das Inspektorhaus blieb erhalten. Vom Kutscherhaus neben dem Schloss blieb nur der Eiskeller als Fledermausquartier bestehen.